# Поющев, Алексей Иванович
Алексей Иванович Поющев (1923 — 22 сентября 1944) — Герой Советского Союза, командир штурмовой эскадрильи, гвардии капитан.

## Биография
Алексей Иванович Поющев родился в селе ныне Яблонка Вадского района Нижегородской области в семье крестьянина. Русский. Член КПСС с 1944 года. Окончил 9 классов.
В Красной Армии с 1940 года. В 1942 году окончил Энгельсскую военно-авиационную школу пилотов.
В действующей армии с мая 1943 года. Командир эскадрильи 118-го гвардейского штурмового авиационного полка (225-я штурмовая авиационная дивизия, 15-я воздушная армия, 2-й Прибалтийский фронт) гвардии капитан Поющев к сентябрю 1944 года совершил 93 боевых вылета, в том числе 53 — ведущим групп, нанеся противнику большой урон в живой силе и технике. 8 марта 1944 года со своей эскадрильей обнаружил скопление вражеских танков и атаковал их. В бою был подбит и двое суток вместе со стрелком-радистом выбирался к своим. В июле 1944 года вместе с эскадрильей уничтожил скопление вражеской техники, а через несколько дней 20 железнодорожных цистерн с горючим. На железнодорожной станции Синезёрка Поющевым был уничтожен эшелон противника, а при выходе из атаки уничтожен мост через реку Ревна, забитый транспортом и живой силой противника.
22 сентября 1944 года погиб при выполнении боевого задания. Был похоронен в городе Эргли Латвии.
Звание Героя Советского Союза присвоено 18 августа 1945 года.

## Награды
- Медаль «Золотая Звезда»;
- орден Ленина;
- два ордена Красного Знамени;
- орден Отечественной войны 1 степени.

## Память
Именем Героя названы улицы в Автозаводском районе Нижнего Новгорода, в селе Вад.